# Sophora microcarpa
Sophora microcarpa är en ärtväxtart som beskrevs av C.Y.Ma. Sophora microcarpa ingår i släktet soforor, och familjen ärtväxter. Inga underarter finns listade i Catalogue of Life.